# Hidrocele
Un hidrocele (del grec hydros (‘aigua’ o líquid) i cele (‘quist’ o ‘tumor’) és l'acumulació patològica de líquid serós a l'interior d'una cavitat en el cos humà.
Popularment es coneix com a «quist d'aigua», encara que aquest terme és inadequat a causa que el que s'acumula no és ben bé aigua.
El tipus d'hidrocele més comú és la hidrocele testis, l'acumulació excessiva de fluid en el cordó espermàtic, entre les dues capes de la túnica vaginal que recobreix el testicle i la cara interna de l'escrot. En l'hidrocele congènit l'augment de volum pot anar acompanyat d'una hèrnia inguinal.

## Patogènia
En termes col·loquials, el testicle està allotjat en una funda, anomenada escrot. Entre el testicle i l'escrot hi ha una petita quantitat de líquid, que permet que el testicle sigui molt mòbil i sigui menys vulnerable a possibles traumatismes. L'hidrocele testis ocorre quan la quantitat de líquid augmenta a causa de la inflamació d'un o d'ambdós testicles, o bé per l'obstrucció d'un vas sanguini o d'un vas limfàtic, fent evident l'augment de grandària de la bossa escrotal.
Quan apareix en nounats es deu a una comunicació de la borsa escrotal amb l'interior de l'abdomen i pot o no anar acompanyat d'hèrnia. Llavors es parla d'hidrocele comunicant (amb la cavitat abdominal).

### Hidrocele congènit
Un hidrocele congènit és un tancament incomplet de la túnica vaginal, de manera que es conserva la comunicació amb la cavitat peritoneal per un conducte estret que permet que el líquid peritoneal flueixi cap al sac escrotal. En comptes d'estar contingut en una bossa tancada pertot arreu, el líquid de l'hidrocele congènit comunica amb el peritoneu. Normalment desapareix als 18 mesos d'edat.

### Hidrocele adquirit
Hi ha diverses causes que poden associar-se a l'hidrocele adquirit. Pot ser que es fonamenti en un antecedent d'inflamació dels testicles, com la epididimitis, un tumor, una torsió testicular o, en un 25-50 % dels casos, per una contusió o traumatisme. Normalment, els hidroceles secundaris a infeccions es resolen amb la inflamació. Una altra malaltia que pot causar hidrocele és la filiariosi limfàtica o elefantiasi. L'hidrocele adquirit és més freqüent en nens més grans, adolescents i adults.

## Quadre clínic
Un hidrocele és un augment de volum causat per líquid a l'interior de l'escrot. Té l'aspecte d'una pilota suau que en general no permet palpar el testicle. Els hidroceles varien bastant en grandària, generalment són indolors i no malignes. Els hidroceles de gran volum causen considerable incomoditat per la grandària. Com que el fluid sol ser transparent, un hidrocele genera lluminositat cap al costat oposat quan s'hi acosta una font de llum, a diferència d'una hèrnia inguinal. Un hidrocele també es pot diferenciat del càncer de testicle, ja que l'hidrocele és tou i fluid, mentre que un càncer testicular és dur i irregular.

## Tractament
El mètode de tractament més antic consisteix a introduir una agulla i extreure el líquid existent mitjançant una xeringa. No obstant això, a causa de l'alt risc d'infecció i de l'alta probabilitat de recurrència d'un nou hidrocele, aquest mètode actualment només s'utilitza en pacients per als quals no és recomanable una intervenció quirúrgica. Si l'hidrocele no és corregit quirúrgicament, pot seguir creixent de grandària. L'escleroteràpia, que consisteix en una injecció d'una solució esclerosant després d'haver aspirat el líquid de l'hidrocele, pot millorar les possibilitats d'èxit. En molts pacients, el procediment d'aspiració i l'escleroteràpia es repeteix cada vegada que l'hidrocele reapareix.
Actualment es recorre a la cirurgia, que està indicada quan el pacient pateix molèsties o quan se sent incòmode pel seu aspecte. El cirurgià practica una lleu incisió a l'escrot o en la part baixa de l'abdomen, extreu l'excés de líquid i estreny el volum del teixit per evitar que aquest torni a acumular-se, evaginant alhora la túnica vaginal de manera que la cara exterior d'aquesta quedi cap a l'interior, a fi de recuperar la seva capacitat d'absorció. La intervenció es fa de manera ambulatòria, però amb anestèsia general o anestèsia locoregional (bloqueig), per la qual cosa és recomanable romandre una nit a l'hospital. Durant un o dos dies després de la intervenció el pacient haurà de portar un embenatge, i durant uns dies més necessitarà un suspensori.
En el cas de l'hidrocele congènit, rarament cal tractament, i generalment, després de descartar altres anomalies genitals coincidents, només es vigila fins als 12-18 mesos d'edat.
L'hidrocele pot ser bilateral (quan es presenta en tots dos costats). Després de l'operació es redueix gairebé per complet la inflamació. El metge valorarà si opera tots dos costats alhora o cada un per separat. Això dependrà de cada cas en particular.
Després de la intervenció el testicle o testicles s'inflamen i romanen inflamats per un temps perllongat, un temps que varia d'una persona a una altra, fins a un mes o més, a causa que es tracta de teixits sensibles que requereixen un temps per arribar a la seva completa normalitat. No obstant això, aquesta inflor no és motiu d'alarma, ja que desapareix amb el temps. Si es presenta febre perllongada per més de tres dies posteriors a l'operació, dolor excessiu i augment excessiu de l'àrea intervinguda cal consulta mèdica. La inflamació no impedeix fer vida normal, limitant les activitats físiques que requereixin d'esforços.

## Complicacions
Un hidrocele testicular generalment no afecta la fertilitat. No obstant això, pot ser un símptoma d'altres factors que poden afectar la fertilitat del subjecte.
Les complicacions poden derivar de la cirurgia del hidrocele i poden abastar:
- Coàguls de sang.
- Infecció
- Lesió del teixit o estructures de l'escrot.